# Andrei Lungu
Andrei Lungu (* 29. Januar 1989 in Cluj-Napoca) ist ein rumänischer Fußballspieler im defensiven Mittelfeld. Seit Mitte 2022 spielt er für Dunarea 2020 Giurgiu.

## Karriere
Cretu begann das Fußballspielen in seinem Geburtsort beim Ardealul Cluj-Napoca. Danach folgte ein sechsjähriger Aufenthalt bei Sportul Studențesc. Dort absolvierte er in der Saison 2010/11 seine ersten Spiele als Profi in der höchsten rumänischen Liga. In der darauf folgenden Saison gelangen ihm bei 30 Spielen fünf Tore, konnte aber den Abstieg in die Liga II nicht verhindern. 2013 wechselte er zum Universitatea Cluj, wo er wieder in der ersten Liga spielte. Beim Cupa României 2014/15 stand er mit Universitatea Cluj im Finale, das man jedoch gegen Steaua Bukarest mit 0:3 verlor. Nach Ende der Saison 2014/15 war Lungu für kurze Zeit vereinslos. Im September 2015 schloss er sich dem israelischen Verein Hapoel Petach Tikwa an. Im Januar 2016 verpflichtete der FC Energie Cottbus Lungu. Er erhielt einen bis 2017 gültigen Vertrag. Er absolvierte lediglich sieben Spiele, wobei er kein Tor erzielte.
Nachdem er mit Cottbus in die Regionalliga abgestiegen war, verließ er den Verein im Sommer 2016. Lungu wechselte in die höchste rumänische Liga zum FC Voluntari. Dort kam er meist als Einwechselspieler zum Zuge. Anfang 2017 verpflichtete ihn der israelische Zweitligist Hapoel Ironi HaScharon. Ein halbes Jahr später kehrte er nach Rumänien zurück, wo er sich Aufsteiger CS Juventus Bukarest anschloss. Nach erneutem Engagement bei HaScharon verbrachte er ab 2018 seine Spielzeiten wiederum bei Vereinen des Heimatlandes.